# Lasse Fabel
Lasse Fabel (egentligen Lars Winclair, ursprungligen Wiklund), född 8 januari 1982 i Nacka församling i Stockholms län, är svensk beatpoet som verkar under parollen "farligare än puffror och godare än hummus". Lasse Fabel har gett ut tre album och tre diktsamlingar.
De tidigare inspelningarna på Ordkanonbatteri karaktäriserades av läst dikt med beat i bakgrunden. Med skivan Idioten lades mer tyngd på produktion och verken kom mer att likna låtar, i ett närmande till hip hop. I samband med skivsläppen har texterna publicerats i diktsamlingar, direkt knutna till skivorna. Det tredje albumet Det är inte så populärt med känslor i Sverige släpptes 2010 som en bok-CD som utvecklade stilen från förra albumet ytterligare.
Lasse Fabel har arbetat med bland andra: Storsien, Jimmy Ledrac, Tingsek, DJ Large (Mobbade Barn Med Automatvapen), Sture Allén d.y. (Svenska Akademien), Torbjörn Säfve, Farliga Håret (Dungen), Leaf, Liah, Promoe (Looptroop), Leia (Svenska Akademien), Akem, Simon Vikokel (Svenska Akademien), GeneralKnas (Svenska Akademien), Aegiz, Robin Asplund, Zaar, Shakti (Livelihood), Wikaros, Tinitus och Ted.

## Egna alster
- Det är inte så populärt med känslor i Sverige[2] (CD och diktsamling, 2010)
- Idioten och orden (diktsamling, 2006)
- Idioten (CD, 2006)[2]
- Ordkanonbatteri (CD, 2005)[2]
- Min smärta är bättre än din smärta, ha! (diktsamling, 2005)

## Medverkan
- Tinitus & Ted: s/t (CD, 2009)
- Music is the Weapon: s/t (CD, 2009)
- Driz and the Alarms: s/t (CD, 2008)
- Mylla: Vanya (CD, 2007)
- Mr. Gillis Reggaepropaganda Vol. 2 (mixtape, 2007)
- ISM: Tillsammans är vi starka (stödskiva/mixtape, 2007)
- Det funkar: All eventuell uppvaktning...  (CD, 2006)
- Livelihood: Escapizm (CD, 2006)
- Jimmy Ledrac: Who the fuck is Jimmy Ledrac (mixtape, 2006)
- Mr. Gillis Reppaepropaganda Vol. 1 (mixtape, 2006)
- Ted: Backning (mixtape, 2006)
- Elitserien, på ren jävla svenska (mixtape 2006)